# Кухненската прислужница
„Кухненската прислужница“ (на шведски: Kökspigan) е картина на нидерландския художник Рембранд ван Рейн от 1651 г.
Картината е нарисувана с маслени бои върху платно и е с размери 78 x 64 cm. Счита се за една от най-добрите негови творби. Топлите нюанси на червено, кафяво и жълто, както и „живите“ черти на жената правят картината истински шедьовър. Предполага се, че подобно на „Млекарката“, Рембранд е използвал модел за нарисуване на картината, но това не е съпругата му. По това време тя е на 25 години, но на картината момичето е по-младо. В средата на XVII век Рембранд рисува поредица портрети на млади жени. Колекцията на Националния музей на Швеция притежава серия картини с млади жени, които са се подпрели на лакът.
„Кухненската прислужница“ е част от колекцията на Националния музей на Швеция в Стокхолм.

## Галерия
- Картини от Рембранд на прислужници